# 李玲葦
李玲葦（1997年5月29日—），臺灣電影及電視劇女演員。2019年首次出演短片《家族無共識》中的「王欣樺」一角；2020年演出電影 《返校》中的「劉芸香」一角，後接演《生而為人》的雙性人「世南／詩蘭」，以及公視人生劇展《姐妹》裡的「陳玉婷」；2023年10月出演的短片《長夜》在高雄電影節上映，同月主演的電影《青春並不溫柔》上映，飾演美術系大學生「季微」，後出演公視人生劇展《同名同姓》裡的陳艾綠；2024年出演公共電視旗下的串流影平台「公視+」之自製影集「就算一個人也可以好好的吃飯」。

## 早年經歷
李玲葦出生於一個和諧幸福的家庭，家中有兩個哥哥，她是家中幺女，很愛跟家人撒嬌  。國中畢業後進入知名藝術高中華岡藝校就讀，慢慢堅定以後要當演員這件事。高中畢業後考上中國文化大學國劇系導演組，舞臺劇出身的她，在大學三、四年級開始跨足影視作品的演出。

## 演藝經歷
2019年12月，首次出演短片《家族無共識》，飾演大學生欣樺。縱使她一再掛記友人安危與國家命運，也不能逃避應付親戚們的明槍暗箭、爭權奪利。
2020年12月5日，出演首部由同名遊戲改編的劇集《返校》上線，飾演陰鬱的高中生劉芸香 。
2021年12月3日，李玲葦主演首部劇情電影《生而為人》上映。新銳導演倪曜執導《生而為人》探討雙性人權議題，以《返校》劇集一鳴驚人的李玲葦，在片中以雙重性別扮相出演，從男性被迫「轉性」成為女孩，雌雄難辨的精湛演技令人印象深刻 。同月，出演的公視人生劇展《姐妹》上線播出，在其中飾演獨生女玉婷，高二那年發現自己有一個越南表妹玉蘭，隨著新妹妹的加入，讓原本的生活產生翻天覆地的改變 。
2023年10月27日，出演由蘇奕瑄導演執導的同性劇情電影《青春並不溫柔》上映，飾演溫柔堅定、敢於反抗強權、追求創作自由的美術系大學生季微。10月，出演的臺法合拍劇情短片《長夜》在高雄電影節上映 。12月，出演的公視人生劇展《同名同姓》上線播出，飾演化妝師陳艾綠。
2024年4月30日，與胡宇威共同主演的公視療愈短劇《就算一個人也可以好好的吃飯》上線公視+播出，飾演患有社恐、喜歡獨處的職場新人艾蜜莉。

## 個人生活
不僅在鏡頭演出有優秀的表演，李玲葦更是一位能唱、能跳的劇場演員。曾參演多部音樂劇包含C MUSICAL《我的上海天菜》、森焱堂×幾米《忘記親一下》、《關於那些愛情場景》、《分手快樂》、《喬治・瑪莉》等。喜歡音樂的李玲葦不只鍾愛老歌手，陳綺貞、魏如萱的作品也是啟蒙她自彈自唱的偶像，在拍完《返校》後，她養了三只金魚，全都取名「樂樂」，只要拍戲有空檔，她就會彈唱給金魚聽 。擁有飲料調製丙級證照，考證過程中，她學了包含意式咖啡、冰沙、茶類、果汁等90道飲品。

## 參演作品

### 長篇電影
| 上映日期   | 片名         | 角色        | 導演   |
| ---------- | ------------ | ----------- | ------ |
| 2021-12-3  | 生而為人     | 楊世南/詩蘭 | 倪曜   |
| 2023-10-27 | 青春並不溫柔 | 梁季微      | 蘇奕瑄 |

### 短篇電影
| 上映日期  | 片名               | 角色 | 導演   |
| --------- | ------------------ | ---- | ------ |
| 2023-10-7 | 長夜（高雄電影節） | 品吟 | 梁閎凱 |

### 電視電影
| 首播日期   | 片名       | 角色   | 導演   | 播出平台   |
| ---------- | ---------- | ------ | ------ | ---------- |
| 2019-12-22 | 家族無共識 | 王欣樺 | 蘇奕瑄 | 公視台語台 |
| 2021-12-12 | 姐妹       | 陳玉婷 | 劉芸后 | 公共電視   |
| 2023-11-19 | 同名同姓   | 陳艾綠 | 陈永錤 | 公共電視   |

### 長篇劇集
| 首播日期  | 片名 | 角色   | 導演                 | 播出平台          |
| --------- | ---- | ------ | -------------------- | ----------------- |
| 2020-12-5 | 返校 | 劉芸香 | 苏奕瑄、莊翔安、刘易 | 公共電視、Netflix |

### 迷你劇集
| 首播日期  | 片名                        | 角色   | 導演           | 播出平台 |
| --------- | --------------------------- | ------ | -------------- | -------- |
| 2024-4-30 | 就算一個人也可以好好的吃飯  | 艾蜜莉 | 鄭志良、查迪奇 | 公視+    |
| 2026-     | 就算一個人也可以好好的吃飯2 | 艾蜜莉 | 鄭志良、查迪奇 | 公視+    |

### MV
| 首播日期   | 歌曲名稱                          | 演唱者    | 導演   |
| ---------- | --------------------------------- | --------- | ------ |
| 2019-02-12 | 親愛的你                          | 文慧如    | 蘇奕瑄 |
| 2020-11-23 | 暫時的記號                        | 林俊傑    | 余靜萍 |
| 2023-10-23 | 在雨中跳舞-Dancing in the rain    | 李玲葦    | 蘇奕瑄 |
| 2025-02-24 | 愛的多重宇宙 About Our Multiverse | Tizzy Bac | 李儒杰 |
| 2025-04-08 | 我在這裡等你                      | 庸俗救星  | 張逸寧 |
| 2025-04-09 | 你在哪裡？我去找你                | 庸俗救星  | 張逸寧 |

### 配音作品
| 上映日期  | 片名 | 角色 | 導演   |
| --------- | ---- | ---- | ------ |
| 2023-12-6 | 旺卡 | 小麵 | 保羅金 |

## 社會活動
2021年10月17日參加電影《生而為人》高雄電影節首映活動
2023年7月3日參加電影《青春並不溫柔》臺北電影節首映活動

## 獲獎記錄
| 年份 | 頒獎典禮               | 獎項       | 影片     | 角色        |
| ---- | ---------------------- | ---------- | -------- | ----------- |
| 2021 | 第十六屆大阪亞洲電影節 | 藥師真珠獎 | 生而為人 | 楊世南/詩蘭 |

在影集《返校》中有精彩演技表現的李玲葦，2020年參演美籍華人導演倪曜執導的《生而為人》，日前入選第16回大阪亞洲電影節（大阪アジアン映畫祭），14日傳來捷報，李玲葦獲選「藥師真珠賞」肯定她演出片中變性人角色的優秀表現。

## 人物評價
李玲葦外型甜美，過去作品卻經常挑戰性格壓抑的角色，一路走來也多半詮釋青春角色。對戲劇著迷的李玲葦，自出道後嘗試了許多戲齡超過十年的演員都不見得試過的角色，她可以是與老師對嗆的美術系學生、也可以是古靈精怪、想愛就愛的化妝師，甚至理解同時擁有雙重器官的複雜心緒，講起對未來的想像，她瞪大雙眼、興奮地分享，字裏行間透露出她對演戲無限的想像和期待，也就是這份對新事物的好奇、發自內心的喜歡，讓李玲葦在演戲這條路上可以開心、開闊的走 。（公視旗下劇夠網評）

## 外部連結
- 李玲葦的Instagram帳戶